# 키무라 타카히로
키무라 타카히로(일본어: 木村貴宏 기무라 다카히로[*], 1964년 5월 19일 ~ 2023년 3월 5일)는 일본의 애니메이터, 일러스트레이터, 캐릭터 디자이너였다. 2023년 3월 5일 아밀로이드증으로 사망했다.

## 작품
- 시티헌터 (키 애니메이션)
- 기동무투전 G 건담
- 용자왕 가오가이가
- 토끼로 Cue!!
- 키디 그레이드
- 기동전사 건담 SEED
- SD 건담 포스
- 기동전사 건담 SEED DESTINY
- 블러드+
- 코드기아스
- 제노블레이드 크로니클스 2